# Дивље јагоде
Дивље јагоде је југословенска и босанскохерцеговачка хард рок и хеви метал група која је настала 1977. у Загребу. Били су врло популарна група на територији бивше Југославије. У мају 1977. године, Сеад Липовача заједно са Антом Јанковићем, Нихадом Јусуфхоџићем, Мустафом Исмаиловским и Адонисом Докузовићем оснива Дивље Јагоде. Објавили су неколико синглова и дванаест албума, а 2006. године издају box set на којем се налази десет албума и један сингл.

## Дискографија

### Албуми
- Дивље јагоде (1978)
- Стаклени хотел (1981)
- Мотори (1982)
- Чаробњаци (1983)
- Ватра (1985)
- (1987)
- Коњи (1988)
- Маgic love (1993)
- Лабуде, кад рата не буде (1994)
- Сто вјекова (1996)
- Од неба до неба (2003)
- Биодинамичка љубав (2013)
- Jukebox (2020)

### Компилације
- Најбоље (1986)
- The Very Best Of (2004)
- Најлепше баладе: Криво је море (2004)

### Синглови
- „Једина моја" / "Rock 'n' Roll" (1977)
- „Мој дилбере" / „Пријатељ“ (1978)
- „Паткица" / „Кад би ви, госпођо“ (1978)
- „Немам ништа против" / „Бит ће боље“ (1979)